# 25e division de mitrailleuses et d'artillerie de la Garde
Pour les articles homonymes, voir 25e division.
La 25e division de mitrailleuses et d'artillerie (russe : 25-я гвардейская пулемётно-артиллерийская дивизия) est une unité militaire de l'Armée de terre soviétique, active de 1946 à 1955 à Port-Arthur (aujourd'hui Lüshunkou).

## Historique
La 25e division de mitrailleuses et d'artillerie de la Garde, est formée le 13 août 1946, à partir de la 25e brigade de mitrailleuses et d'artillerie de la Garde. Celle-ci avait été formée en juin-juillet 1946 à partir de l'état-major de l'artillerie divisionnaire et de diverses autres unités de la 262e division de fusiliers (en), stationnée dans la Péninsule du Liaodong à l'issue de l'offensive soviétique de Mandchourie en août 1945. L'unité hérite cependant des décorations (ordres de Souvorov et de Koutouzov et du titre d'unité de la Garde du 277e régiment de fusiliers de la Garde de la 91e division de fusiliers de la Garde (en). La brigade est rattachée, ainsi que la 4e brigade de mitrailleuses et d'artillerie et la 26e de la Garde, au 113e corps de fusiliers de la 39e armée du district militaire du Primorié (en). 
Les deux autres brigades du 113e corps sont dissoutes en décembre 1946 et renforcent la 25e division. Une fois complétée, elle comprend quatre régiments de mitrailleuses et d'artillerie (1er de la Garde, 2e de la Garde, 15e et 17e), le 77e régiment de chars et d'automoteurs et le 1131e régiment d'artillerie. Le 113e corps est dissous en janvier 1947 et la division passe sous le commandement direct de la 39e armée. Le district militaire du Primorié est dissous en avril 1953 et la 39e armée passe sous le commandement du district militaire d'Extrême-Orient. La division est dissoute en 1955, quand les Soviétiques quittent Port-Arthur.